# Tahina spectabilis
Pour les articles homonymes, voir Tahina.
Genre
Espèce
Statut de conservation UICN

 CR B1ab(iii); D : 
En danger critique
Tahina spectabilis, le Tahina dit « Palmier suicidaire », est une espèce rare de palmiers (famille des Arecaceae). Elle a été découverte au nord-ouest de Madagascar. Son espèce est assez différente des autres pour justifier la création du genre particulier, Tahina, de tahìna qui signifie « être béni »  en malgache et qui est aussi le prénom de la deuxième fille des découvreurs. Ce genre se trouve attribué à la tribu des Chuniophoenicées. Elle fait partie de la liste des 100 espèces les plus menacées au monde établie par l'UICN en 2012.

## Description
Il fleurit au bout de 50 à 100 ans puis meurt. Il produit alors une des plus importantes floraisons de tous les palmiers (du même ordre que le Tallipot ou Corypha). L'inflorescence peut atteindre 6 à 8 mètres de hauteur. Dans la région de sa découverte on ne trouve qu’une centaine d’individus.

## Classification
- Famille des Arecaceae
  - Sous-famille des Coryphoideae
    - Tribu des Chuniophoeniceae

## Découverte
Xavier Metz, qui dirige une plantation à proximité, Nathalie son épouse et leurs enfants ont découvert cet arbre dans la région d'Analalava au cours d'une sortie familiale. Des images ont été envoyées à John Dransfield, chercheur britannique au Royal Botanic Gardens  (à Kew), qui n'en a pas cru ses yeux. La trouvaille, qui datait de deux ans déjà, est restée secrète jusqu'à sa présentation officielle le 17 janvier 2008 au Fairchild Tropical Botanic Garden en Floride par John Dransfield.

## Description

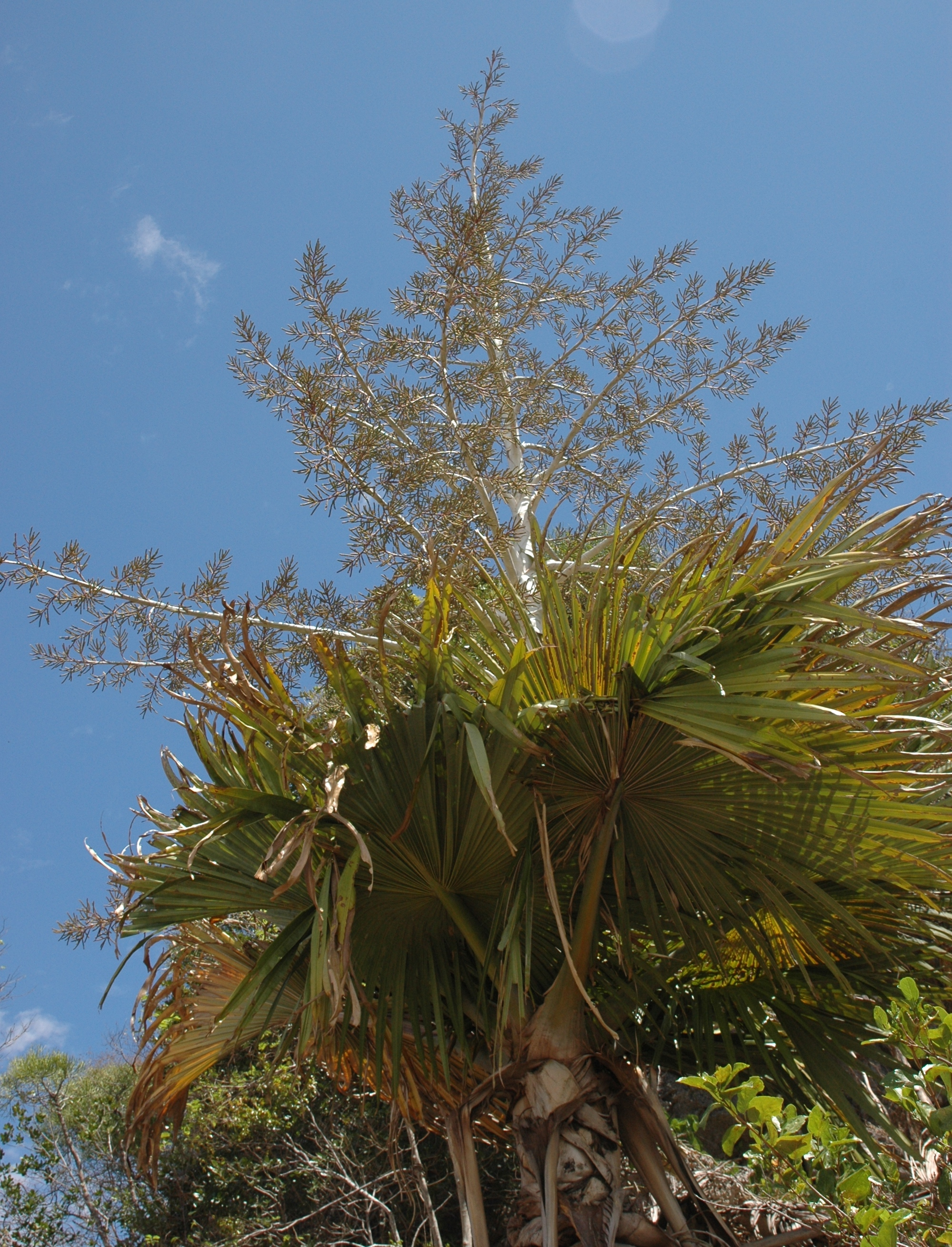
Début de formation de l'inflorescence.

L'île de Madagascar abrite plus de 10 000 espèces de végétaux dont 90 % n'existent nulle part ailleurs dans le monde, et c'est pas moins de 170 espèces de palmiers qui peuple ce territoire. Ce palmier est un géant, avec ses quinze mètres de hauteur et ses feuilles de cinq mètres de large.
D'après les botanistes, il pourrait vivre entre 50 et 100 ans. Au terme de cette longue vie apparaît sa toute première floraison, à la cime de son imposante stature. Une inflorescence gigantesque composée de milliers de fleurs sécrétant du nectar. Les insectes et les oiseaux, attirés, se chargent alors de la fécondation. Le palmier se couvre alors de fruits et c'est sa fin. 
Ce n'est pas le seul palmier monocarpique ; le tallipot (Corypha umbraculifera), entre autres, s'éteint aussi après une floraison unique, comme les agaves.

## Culture
Dans son habitat d'origine il n'a été recensé que 92 spécimens et une centaine de pousses, ce palmier est extrêmement rare et des mesures de protection sur son habitat naturel ont été mises en place.
Sa ligne évolutive intrigue. Ses plus proches parents vivent en Afghanistan, au Viêt Nam, dans le sud de la Chine et de la Thaïlande. Comment et quand l'ancêtre de Tahina a-t-il pu atteindre Madagascar ?
- Le semis : le plus difficile est de trouver des graines, un programme de distribution au bénéfice de la population malgache a été organisé[5].

La distribution des graines semble être la meilleure façon de conserver ex situ des populations cultivées et en même temps de générer des fonds pour les villageois des environs qui « possèdent et gèrent » l'habitat du palmier conformément à une toute nouvelle loi malgache. 
La germination est assez facile, avec grande rigueur, des résultats satisfaisant pourront être obtenus en seulement quelques semaines. 
Il faut placer les graines en godets de tourbe, sur un mélange 1/2 sable grossier - 1/2 terreau bien décomposé, ou encore avec une mélange de sphaigne, de vermiculite et de terreau. Maintenir toujours très humide avec une température de 24 °C à 27 °C, jusqu'à la germination.
Pour une germination rapide, une mini-serre chauffante est préférable.
Surveiller l’apparition du germe, car la première racine peut faire plusieurs dizaines de centimètres avant l’apparition de la première feuille. Repiquer avant que le germe ne prenne trop d’ampleurs et ne « chignonne » trop rapidement.
Pour repiquer, le pot doit être assez profond, 30/40 cm, la pivotante étant particulièrement prononcée.

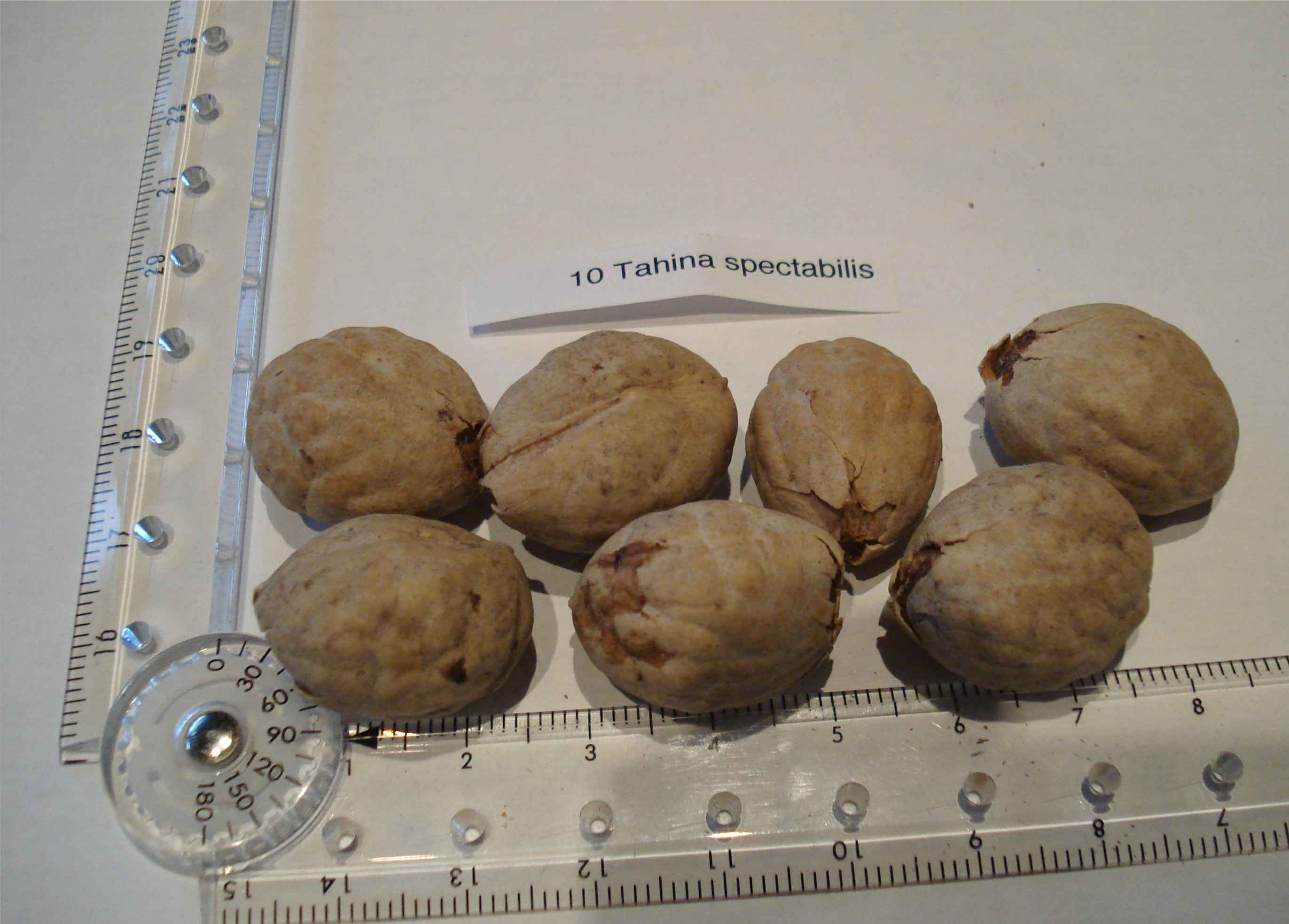
Graines de Tahina.
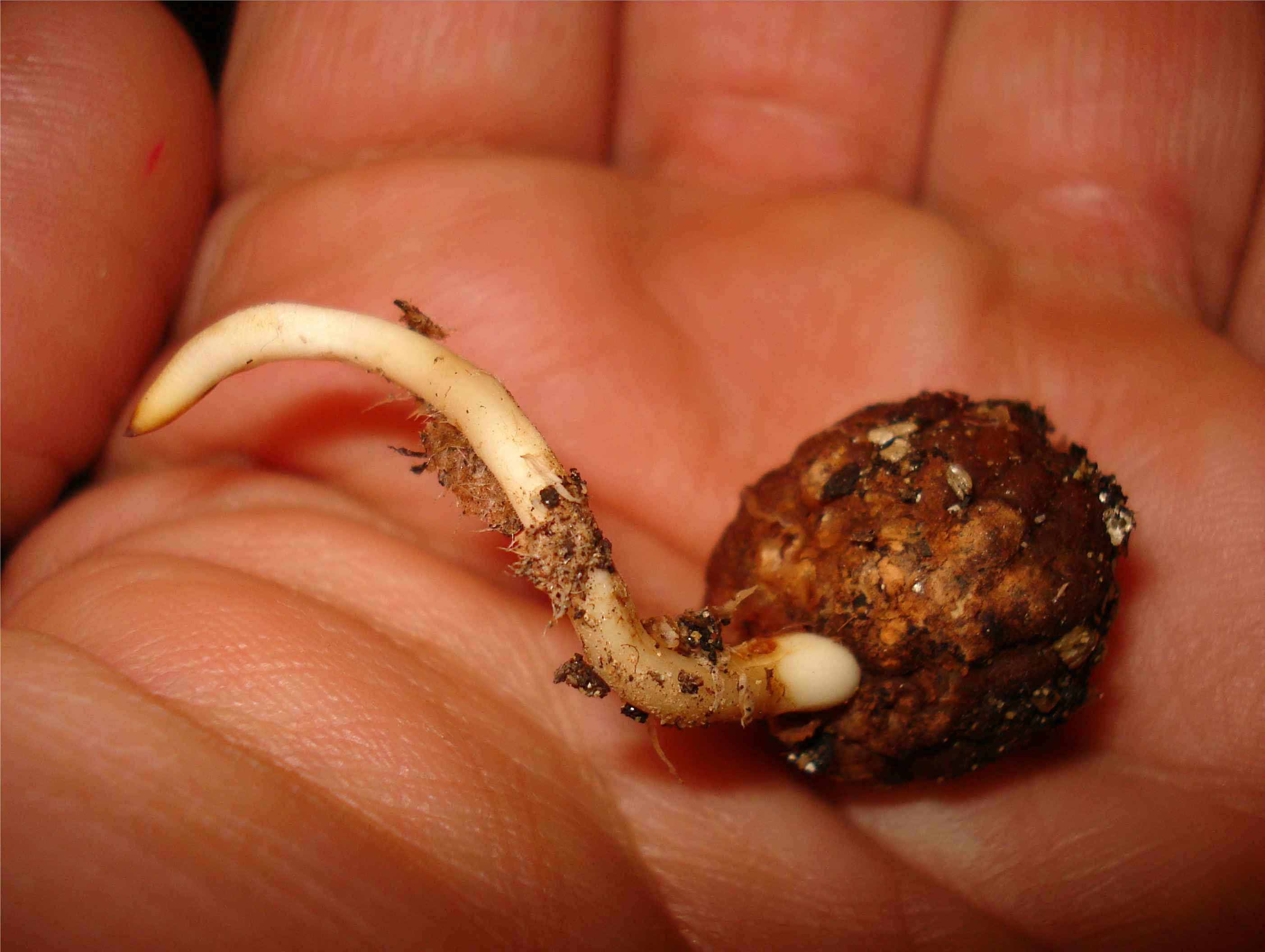
Germe de Tahina après 7 jours.
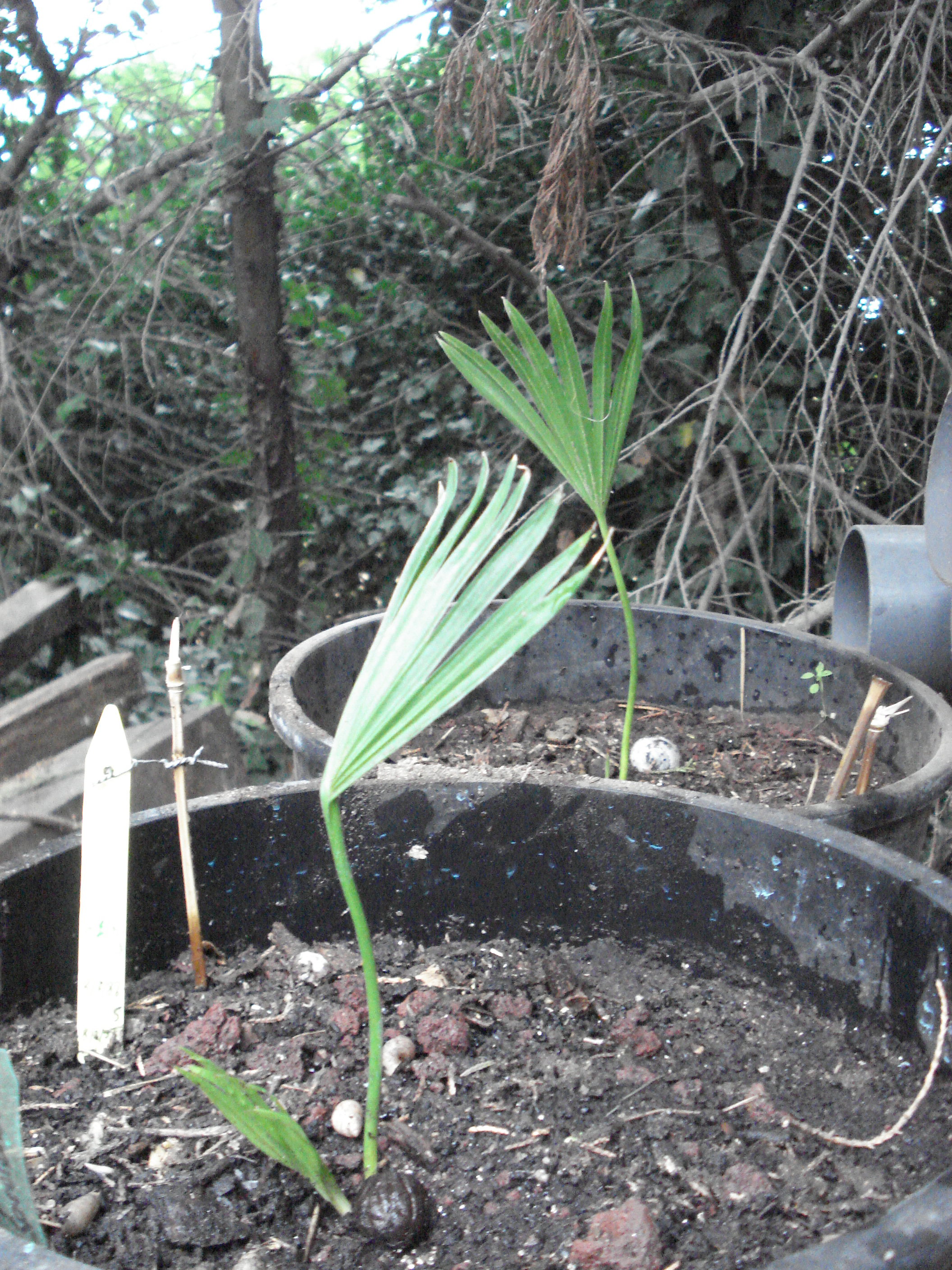
Plantules de Tahina après 5 mois.

### GenreTahina
- (en) Catalogue of Life : Tahina J.Dransf. & Rakotoarin. (consulté le 7 avril 2023)
- (en) Madagascar Catalogue : Tahina  (consulté le 9 août 2014)
- (en) GRIN : genre Tahina  J. Dransf. & Rakotoarin. (+liste d'espèces contenant des synonymes) (consulté le 9 août 2014)
- (en) World Checklist of Selected Plant Families (WCSP) : Tahina  J.Dransf. & Rakotoarin. (2008)  (consulté le 9 août 2014)
- (en) NCBI : Tahina (taxons inclus) (consulté le 9 août 2014)
- (en) The Plant List : Tahina  (consulté le 9 août 2014)
- (en) Tropicos : Tahina J. Dransf. & Rakotoarinivo  (+ liste sous-taxons) (consulté le 9 août 2014)
- (en) UICN : taxon  Tahina  (consulté le 8 janvier 2023)

### EspèceTahina spectabilis
- (en) JSTOR Plants : Tahina spectabilis  (consulté le 9 août 2014)
- (en) Catalogue of Life : Tahina spectabilis J.Dransf. & Rakotoarin. (consulté le 16 décembre 2020)
- (en) Madagascar Catalogue : Tahina spectabilis  (consulté le 9 août 2014)
- (en) GRIN : espèce Tahina spectabilis  J. Dransf. & Rakotoarin. (consulté le 9 août 2014)
- (en) World Checklist of Selected Plant Families (WCSP) : Tahina spectabilis  J.Dransf. & Rakotoarin. (2008)  (consulté le 9 août 2014)
- (en) NCBI : Tahina spectabilis (taxons inclus) (consulté le 9 août 2014)
- (en) The Plant List : Tahina spectabilis J.Dransf. & Rakotoarin.  (source : KewGarden WCSP) (consulté le 9 août 2014)
- (en) Tropicos : Tahina spectabilis J. Dransf. & Rakotoarinivo  (+ liste sous-taxons) (consulté le 9 août 2014)
- (en) UICN : espèce Tahina spectabilis  J.Dransf. & Rakotoarinivo (consulté le 9 août 2014)